# Franz Schmeykal

Franz Schmeykal

Franz Schmeykal (* 3. Dezember 1826 in Böhmisch Leipa; † 5. April 1894 in Prag) war ein deutsch-böhmischer Politiker in Österreich-Ungarn.

## Leben

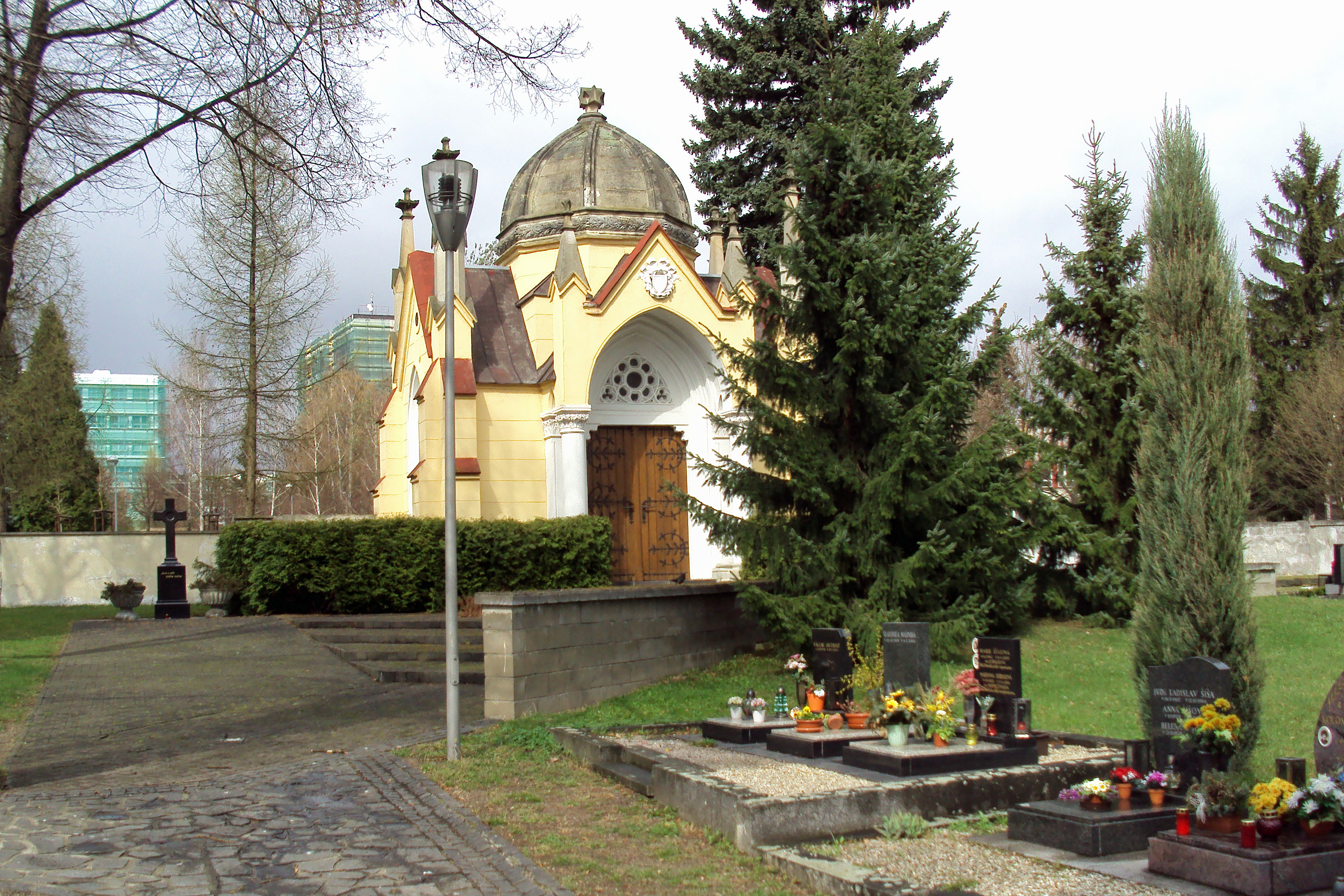
Mausoleum von Franz Schmeykal auf dem Hauptfriedhof in Böhmisch Leipa

Schmeykal wurde am 4. Dezember 1826 als Franz Xaver Johann Joseph getauft. Er war der Sohn des Rechtsanwaltes Anton Schmeykal und der Johanna (Tochter des Wenzel Kirchberg, Landesadvokat, priv. Kattunfabrikant und Bürgermeister in Böhmisch Leipa). Nach dem Abitur am Gymnasium in Böhmisch Leipa in Nordböhmen studierte Schmeykal ab 1843 Philosophie und Rechtswissenschaft an der Deutschen Universität Prag, wurde 1851 zum Dr. iur. promoviert und trat als Rechtsanwalt in die Anwaltskanzlei seines Vaters. Nach den ersten Wahlen der konstitutionellen Ära 1861 zum Beisitzer des Landesausschusses gewählt, kehrte er 1862 als Landesadvokat nach Prag zurück. Von November 1862 bis zu seinem Tod 1894 war er Obmann des Vereins Deutsches Casino (siehe bei: Deutsches Haus (Prag)) und war seit 1861 führender Politiker der deutschen Liberalen im böhmischen Landtag.
In dieser Funktion gelang es Schmeykal, die auf Reichsratsebene bestehenden deutsch-böhmischen Fraktionierungen im Böhmischen Landtag zu überbrücken und eine einheitliche deutsch-böhmische Fraktion aufrechtzuerhalten. Er war 1872 bis 1883 Stellvertreter des Oberstlandmarschall von Böhmen, Mitglied des Stadtgerichtshofs, 1864 bis 1871 Stadtverordneter in Prag und Förderer zahlreicher deutscher Vereine. Schmeykal, der nie dem Reichsrat (Österreich) angehörte, war damit der Prager Statthalter rivalisierender Reichspolitiker wie Eduard Herbst und Ernst von Plener. Er integrierte die latent oppositionellen linken Gruppen am linken Flügel. Auch gegenüber den frühen (noch fraktionslosen) Deutschnationalen verfolgte er eine Politik der „repressiven Toleranz“; wegen ihrer politischen Sprengwirkung reagierte er gegen den Antisemitismus, der den Prager Deutschen eine wesentliche Stütze nehmen könnte.
Schmeykal trug – gegen anfängliche Bedenken – den deutschen Boykott des Böhmischen Landtages seit Dezember 1886 mit. Die Bemühungen um den Österreichisch-Tschechischen Ausgleich hielt er für verfrüht; er beharrte aber auf den daraus resultierenden Bestimmungen der „Wiener Punktationen“ vom Januar 1890, auch dann, als sie sich als politisch undurchführbar erwiesen, um die Regierung Eduard Taaffe zur Parteinahme für die Deutschen zu zwingen. Als ruhender Pol in wechselnden Konstellationen war Schmeykal der wichtigste böhmischer Landespolitiker der deutschen liberalen Partei.
Ab 1880 war er Sprecher der Verfassungspartei in Wien, ab 1883 Fürsprecher der Zweiteilung Böhmens, 1886 verließ er mit anderen deutsch-böhmischen Abgeordneten den Landtag. Er starb 1894 in Prag und wurde im Mausoleum auf dem Friedhof in Böhmisch Leipa beigesetzt.

## Ehrungen
- Orden der Eisernen Krone (Österreich) II. Kl.
- Denkmal im Stadtpark von Böhmisch Leipa von Julius Trautzl, errichtet 1899, 1947 entfernt[2]
- Mausoleum für Franz Schmeykal auf dem Friedhof von Böhmisch Leipa von Ferdinand von Feldegg, errichtet 1898[3]
- Ehrenbürger von 24 deutsch-böhmischen Städten
- Ehrenmitglied des Vereins für die Geschichte der Deutschen in Böhmen (1887)